# 横綱一覧
- 武道 > 相撲 > 大相撲 > 大相撲力士一覧 > 横綱 > 横綱一覧

横綱一覧（よこづないちらん）では、大相撲の歴代横綱を一覧する。

## 現役の横綱
| 代位 |  | 四股名                               | 生年月日（年齢）      | 初土俵    | 横綱昇進  | 優勝 | 所属         | 出身     |
| ---- |  | ------------------------------------ | --------------------- | --------- | --------- | ---- | ------------ | -------- |
| 74代 |  | ほうしょうりゅう ともかつ 豊昇龍智勝 | 1999年5月22日（26歳） | 2018年1月 | 2025年3月 | 2回  | 立浪部屋     | モンゴル |
| 75代 |  | おおのさと だいき 大の里泰輝         | 2000年6月7日（25歳）  | 2023年5月 | 2025年7月 | 4回  | 二所ノ関部屋 | 石川県   |

## 歴代横綱
- 四股名/読み仮名の欄の太字は現役の横綱を示す。

- 優勝の欄は幕内優勝の回数を示す。ただし、23代大木戸以前の「優勝」は幕内最高成績（優勝相当）の回数(常陸山、太刀山は優勝相当と幕内最高優勝の合計)。また、35代双葉山以前の時代は年2場所制。太字は優勝20回以上の横綱を示す。
- 連勝の欄は、各横綱の幕内においての最長の連勝記録。
- 勝率の欄に各横綱の幕内勝率を記載。

| 代位       | 四股名/読み仮名                          | 出身地              | 横綱昇進                        | 引退                              | 優勝 | 土俵入り   | 年寄名跡                                   | 連勝   | 幕内勝率 | 備考 |
| [ 注釈 1 ] |                                          |                     |                                 |                                   |      | [ 注釈 2 ] |                                            |        |          | |
| ---------- | ---------------------------------------- | ------------------- | ------------------------------- | --------------------------------- | ---- | ---------- | ------------------------------------------ | ------ | -------- | --- |
| 初代       | あかししがのすけ 明石志賀之助            | 下野国 （栃木県）   | 不明                            | 不明                              | 不明 | 不明       | 不明                                       | 不明   | 不明     | 京で仁王仁太夫を倒して日下開山の称号を受け、これを以って初代横綱（江戸初の横綱）の根拠とされた。 文献等の資料が乏しく、伝説的な人物である。                                         |
| 2代        | あやがわ ごろうじ 綾川五郎次             | 下野国 （栃木県）   | 不明                            | 不明                              | 不明 |            |                                            |        |          | |
| 3代        | まるやまごんだざえもん 丸山権太左衛門    | 陸奥国 （宮城県）   | 1749年                          | 1749年 （現役中に死去）           | 不明 |            |                                            |        |          | |
| 4代        | たにかぜかじのすけ 谷風梶之助            | 陸奥国 （宮城県）   | 1789年11月                      | 1794年11月 （現役中に死去）       | 21回 |            |                                            | 63連勝 | 0.949    | 実質的な初代横綱 |
| 5代        | おのがわきさぶろう 小野川喜三郎          | 近江国 （滋賀県）   | 1789年11月                      | 1797年10月                        | 7回  |            | 小野川                                     | 32連勝 | 0.917    | 18世紀最後の横綱 |
| 6代        | おうのまつ みどりのすけ 阿武松緑之助     | 能登国 （石川県）   | 1828年2月                       | 1835年10月                        | 5回  |            | 阿武松                                     | 18連勝 | 0.821    | 19世紀初の横綱 |
| 7代        | いなづま らいごろう 稲妻雷五郎           | 常陸国 （茨城県）   | 1829年9月                       | 1839年11月                        | 10回 |            |                                            | 33連勝 | 0.919    | 1828年7月に五条家免許 |
| 8代        | しらぬい だくえもん 不知火諾右衛門       | 肥後国 （熊本県）   | 1840年11月                      | 1844年1月                         | 1回  |            | 湊                                         | 16連勝 | 0.762    | 歴代横綱の中で下位番付（関脇）に陥落した唯一の横綱。 |
| 9代        | ひでのやまらいごろう 秀ノ山雷五郎        | 陸奥国 （宮城県）   | 1847年9月                       | 1850年3月                         | 6回  |            | 秀ノ山                                     | 30連勝 | 0.842    | |
| 10代       | うんりゅうきゅうきち 雲龍久吉            | 筑後国 （福岡県）   | 1861年9月                       | 1865年2月                         | 7回  | 不知火型   | 追手風                                     | 16連勝 | 0.799    | |
| 11代       | しらぬいこうえもん 不知火光右衛門        | 肥後国 （熊本県）   | 1863年10月                      | 1869年11月                        | 3回  | 雲龍型     | 湊                                         | 16連勝 | 0.773    | |
| 12代       | じんまくきゅうごろう 陣幕久五郎          | 出雲国 （島根県）   | 1867年1月                       | 1867年11月                        | 5回  |            | 陣幕                                       | 25連勝 | 0.946    | 江戸最後の横綱、1863年1月に五条家免許、 |
| 13代       | きめんざんたにごろう 鬼面山谷五郎        | 美濃国 （岐阜県）   | 1869年2月                       | 1870年11月                        | 7回  |            | 鬼面山                                     | 23連勝 | 0.856    | 明治初の横綱 |
| 14代       | さかいがわなみえもん 境川浪右エ門        | 下総国 （千葉県）   | 1877年2月                       | 1881年1月                         | 5回  |            | 境川                                       | 26連勝 | 0.837    | 1876年2月に五条家免許 |
| 15代       | うめがたにとうたろう 梅ヶ谷藤太郎 (初代) | 筑前国 （福岡県）   | 1884年2月                       | 1885年5月                         | 9回  |            | 雷                                         | 58連勝 | 0.951    | 五条家と吉田司家から同時免許 |
| 16代       | にしのうみかじろう 西ノ海嘉治郎 (初代)   | 薩摩国 （鹿児島県） | 1890年5月                       | 1896年1月                         | 2回  |            | 井筒                                       | 14連勝 | 0.774    | |
| 17代       | こにしきやそきち 小錦八十吉              | 上総国 （千葉県）   | 1896年5月                       | 1901年1月                         | 7回  |            | 二十山                                     | 39連勝 | 0.832    | 19世紀最後の横綱 |
| 18代       | おおづつまんえもん 大砲万右エ門          | 岩代国 （宮城県）   | 1901年5月                       | 1908年1月                         | 2回  |            | 待乳山                                     | 20連勝 | 0.772    | 20世紀初の横綱 |
| 19代       | ひたちやまたにえもん 常陸山谷右エ門      | 茨城県              | 1903年6月                       | 1914年5月                         | 8回  |            | 出羽ノ海                                   | 32連勝 | 0.909    | 優勝回数の内訳は優勝1回,優勝相当6回 |
| 20代       | うめがたにとうたろう 梅ヶ谷藤太郎 (2代)  | 石川県 （富山県）   | 1903年6月                       | 1915年6月                         | 3回  | 雲龍型     | 雷                                         | 19連勝 | 0.862    | |
| 21代       | わかしまごんしろう 若嶌權四郎            | 千葉県              | 1903年1月 大坂相撲で の横綱免許 | 1907年1月                         | 4回  |            | 若嶌                                       | 35連勝 | 0.737    | 優勝4回、35連勝は大阪相撲での記録 勝率は東京と大阪を合算したもの。 東京に限れば0.333、大阪加入後は0.920                                                                             |
| 22代       | たちやまみねえもん 太刀山峯右エ門        | 石川県 （富山県）   | 1910年6月                       | 1917年1月                         | 11回 | 不知火型   | 東関                                       | 56連勝 | 0.878    | 明治最後の横綱、優勝回数の内訳は優勝9回,優勝相当2回。 |
| 23代       | おおきどもりえもん 大木戸森右エ門        | 兵庫県              | 1913年1月 大坂相撲で の横綱免許 | 1914年1月                         | 10回 |            | 湊                                         | 28連勝 | 0.877    | 大正初の横綱、1910年大坂相撲が独断で横綱免許。 優勝10回、28連勝、勝率は大阪相撲での記録。                                                                                           |
| 24代       | おおとりたにごろう 鳳谷五郎              | 千葉県              | 1914年6月                       | 1919年5月                         | 2回  | 雲龍型     | 宮城野                                     | 14連勝 | 0.688    | |
| 25代       | にしのうみかじろう 西ノ海嘉治郎 (2代)    | 鹿児島県            | 1915年5月                       | 1918年5月                         | 1回  | 雲龍型     | 井筒                                       | 14連勝 | 0.736    | |
| 26代       | おおにしきういちろう 大錦卯一郎          | 大阪府              | 1917年5月                       | 1923年1月                         | 5回  | 雲龍型     |                                            | 28連勝 | 0.881    | |
| 27代       | とちぎやまもりや 栃木山守也              | 栃木県              | 1918年2月                       | 1925年5月                         | 9回  | 雲龍型     | 春日野                                     | 29連勝 | 0.878    | |
| 28代       | おおにしきだいごろう 大錦大五郎          | 愛知県              | 1918年5月 大坂相撲で の横綱免許 | 1922年1月                         | 6回  | 雲龍型     | 朝日山 (後に返上) →大錦                    | 11連勝 | 0.765    | 優勝6回、11連勝、勝率は大阪相撲での記録 初代～3代目を除く歴代横綱の中で最も連勝記録が少ない。 東京相撲の横綱・大関に歯が立たなかったことから 「歴代最弱横綱」と評されることがある。 |
| 29代       | みやぎやまふくまつ 宮城山福松            | 岩手県              | 1922年2月 大坂相撲で の横綱免許 | 1931年3月                         | 6回  | 雲龍型     | 芝田山                                     | 15連勝 | 0.671    | 15連勝は大阪相撲での記録 優勝は大坂相撲で4回、東京加入後に2回 勝率は大阪と東京を合算したもの。 大阪に限れば0.803、東京加入後は0.566                                                 |
| 30代       | にしのうみかじろう 西ノ海嘉治郎 (3代)    | 鹿児島県            | 1922年5月                       | 1928年10月                        | 1回  | 雲龍型     | 浅香山                                     | 14連勝 | 0.691    | |
| 31代       | つねのはなかんいち 常ノ花寛市            | 岡山県              | 1924年1月                       | 1930年10月                        | 10回 | 雲龍型     | 出羽海                                     | 15連勝 | 0.792    | 大正最後の横綱 |
| 32代       | たまにしきさんえもん 玉錦三右エ門        | 高知県              | 1933年1月                       | 1938年5月 場所後現役中 に死去     | 9回  | 雲龍型     | 二所ノ関                                   | 27連勝 | 0.770    | 昭和初の横綱 |
| 33代       | むさしやまたけし 武藏山武                | 神奈川県            | 1936年1月                       | 1939年5月                         | 1回  | 雲龍型     | 出来山 →不知火                             | 13連勝 | 0.716    | 横綱在位中の連勝が最も少ない。 |
| 34代       | みなのがわとうぞう 男女ノ川登三          | 茨城県              | 1937年1月                       | 1942年1月                         | 2回  | 雲龍型     | 男女ノ川                                   | 16連勝 | 0.645    | |
| 35代       | ふたばやまさだじ 双葉山定次              | 大分県              | 1938年1月                       | 1945年11月                        | 12回 | 雲龍型     | 双葉山 →時津風                             | 69連勝 | 0.802    | |
| 36代       | はぐろやままさじ 羽黒山政司              | 新潟県              | 1942年1月                       | 1953年9月                         | 7回  | 不知火型   | 羽黒山 →立浪                               | 32連勝 | 0.773    | |
| 37代       | あきのうみせつお 安藝ノ海節男            | 広島県              | 1943年1月                       | 1946年11月                        | 1回  | 雲龍型     | 不知火 →藤島                               | 20連勝 | 0.706    | |
| 38代       | てるくにまんぞう 照國萬藏                | 秋田県              | 1943年1月                       | 1953年1月                         | 2回  | 雲龍型     | 荒磯 →伊勢ヶ濱                             | 17連勝 | 0.749    | 戦前・戦中最後の横綱、横綱昇進時には優勝経験がなかったが、在位中に優勝した。 |
| 39代       | まえだやまえいごろう 前田山英五郎        | 愛媛県              | 1947年11月                      | 1949年10月                        | 1回  | 雲龍型     | 高砂                                       | 13連勝 | 0.665    | 戦後（第二次世界大戦後）初の横綱 |
| 40代       | あずまふじきんいち 東富士欽壹            | 東京府 （東京都）   | 1949年1月                       | 1954年9月                         | 6回  | 雲龍型     | 錦戸                                       | 16連勝 | 0.715    | |
| 41代       | ちよのやままさのぶ 千代の山雅信          | 北海道              | 1951年9月                       | 1959年1月                         | 6回  | 雲龍型     | 千代の山 →九重                             | 16連勝 | 0.711    | 横綱審議委員会発足後、初の横綱 |
| 42代       | かがみさときよじ 鏡里喜代治              | 青森県              | 1953年3月                       | 1958年1月                         | 4回  | 雲龍型     | 鏡里 →粂川 →立田川 →時津風 →立田川 →二十山 | 17連勝 | 0.688    | 横綱審議委員会への諮問なしで昇進 |
| 43代       | よしばやまじゅんのすけ 吉葉山潤之輔      | 北海道              | 1954年3月                       | 1958年1月                         | 1回  | 不知火型   | 吉葉山 →宮城野                             | 15連勝 | 0.668    | |
| 44代       | とちにしききよたか 栃錦清隆              | 東京府 （東京都）   | 1955年1月                       | 1960年5月                         | 10回 | 雲龍型     | 春日野                                     | 24連勝 | 0.716    | |
| 45代       | わかのはなかんじ 若乃花幹士 (初代)       | 青森県              | 1958年3月                       | 1962年3月                         | 10回 | 雲龍型     | 二子山 →藤島                               | 24連勝 | 0.699    | 横綱審議委員会が「内規」を定めてから、初の横綱 昭和生まれ初の横綱 |
| 46代       | あさしおたろう 朝潮太郎 (3代)            | 鹿児島県            | 1959年5月                       | 1961年11月                        | 5回  | 雲龍型     | 朝潮 →振分 →高砂                           | 12連勝 | 0.635    | |
| 47代       | かしわどつよし 柏戸剛                    | 山形県              | 1961年11月                      | 1969年7月                         | 5回  | 雲龍型     | 鏡山                                       | 15連勝 | 0.714    | |
| 48代       | たいほうこうき 大鵬幸喜                  | 北海道              | 1961年11月                      | 1971年5月                         | 32回 | 雲龍型     | 大鵬                                       | 45連勝 | 0.838    | |
| 49代       | とちのうみてるよし 栃ノ海晃嘉            | 青森県              | 1964年3月                       | 1966年11月                        | 3回  | 雲龍型     | 栃ノ海 →中立 →春日野 →竹縄                 | 17連勝 | 0.635    | |
| 50代       | さだのやましんまつ 佐田の山晋松          | 長崎県              | 1965年3月                       | 1968年3月                         | 6回  | 雲龍型     | 出羽海 →境川 →中立                         | 25連勝 | 0.726    | |
| 51代       | たまのうみまさひろ 玉の海正洋            | 愛知県              | 1970年3月                       | 1971年9月 （現役中に死去）        | 6回  | 不知火型   |                                            | 19連勝 | 0.680    | |
| 52代       | きたのふじかつあき 北の富士勝昭          | 北海道              | 1970年3月                       | 1974年7月                         | 10回 | 雲龍型     | 井筒 →九重 →陣幕                           | 21連勝 | 0.668    | |
| 53代       | ことざくらまさかつ 琴櫻傑將              | 鳥取県              | 1973年3月                       | 1974年5月                         | 5回  | 不知火型   | 白玉 →佐渡ヶ嶽                             | 18連勝 | 0.616    | |
| 54代       | わじまひろし 輪島大士                    | 石川県              | 1973年7月                       | 1981年3月                         | 14回 | 雲龍型     | 花籠                                       | 27連勝 | 0.744    | 学生相撲出身及び本名を四股名とした初の横綱 |
| 55代       | きたのうみとしみつ 北の湖敏満            | 北海道              | 1974年9月                       | 1985年1月                         | 24回 | 雲龍型     | 北の湖                                     | 32連勝 | 0.765    | |
| 56代       | わかのはなかんじ 若乃花幹士 (2代)        | 青森県              | 1978年7月                       | 1983年1月                         | 4回  | 雲龍型     | 若乃花 →間垣                               | 26連勝 | 0.686    | |
| 57代       | みえのうみつよし 三重ノ海剛司            | 三重県              | 1979年9月                       | 1980年11月                        | 3回  | 雲龍型     | 山科 →武蔵川                               | 24連勝 | 0.568    | |
| 58代       | ちよのふじみつぐ 千代の富士貢            | 北海道              | 1981年9月                       | 1991年5月                         | 31回 | 雲龍型     | 陣幕 →九重                                 | 53連勝 | 0.761    | |
| 59代       | たかのさととしひで 隆の里俊英            | 青森県              | 1983年9月                       | 1986年1月                         | 4回  | 不知火型   | 鳴戸                                       | 21連勝 | 0.597    | |
| 60代       | ふたはぐろこうじ 双羽黒光司              | 三重県              | 1986年9月                       | 1987年11月                        | なし | 不知火型   |                                            | 13連勝 | 0.694    | 歴代横綱の中で唯一、優勝経験が無い |
| 61代       | ほくとうみのぶよし 北勝海信芳            | 北海道              | 1987年7月                       | 1992年3月                         | 8回  | 雲龍型     | 北勝海 →八角                               | 20連勝 | 0.693    | |
| 62代       | おおのくに やすし 大乃国康               | 北海道              | 1987年11月                      | 1991年7月                         | 2回  | 雲龍型     | 大乃国 →芝田山                             | 19連勝 | 0.651    | 昭和最後の横綱 |
| 63代       | あさひふじ せいや 旭富士正也             | 青森県              | 1990年9月                       | 1992年1月                         | 4回  | 不知火型   | 旭富士 →安治川 →伊勢ヶ濱 →宮城野           | 24連勝 | 0.637    | 平成初の横綱 |
| 64代       | あけぼの たろう 曙太郎                   | 米国                | 1993年3月                       | 2001年1月 場所終了直後 に引退表明 | 11回 | 雲龍型     | 曙                                         | 16連勝 | 0.741    | 初の外国出身横綱（1996年4月に帰化し、以後は日本国籍） |
| 65代       | たかのはなこうじ 貴乃花光司              | 東京都              | 1995年1月                       | 2003年1月                         | 22回 | 雲龍型     | 貴乃花                                     | 30連勝 | 0.764    | |
| 66代       | わかのはなまさる 若乃花勝                | 東京都              | 1998年7月                       | 2000年3月                         | 5回  | 不知火型   | 藤島                                       | 14連勝 | 0.661    | |
| 67代       | むさしまるこうよう 武蔵丸光洋            | 米国                | 1999年7月                       | 2003年11月                        | 12回 | 雲龍型     | 武蔵丸 →振分 →大島 →武蔵川                 | 22連勝 | 0.726    | 20世紀最後の横綱、1996年1月に帰化しており、横綱昇進時は日本国籍 |
| 68代       | あさしょうりゅう あきのり 朝青龍明徳     | モンゴル            | 2003年3月                       | 2010年1月                         | 25回 | 雲龍型     |                                            | 35連勝 | 0.796    | 21世紀及びモンゴル出身初の横綱 |
| 69代       | はくほうしょう 白鵬翔                    | モンゴル            | 2007年7月                       | 2021年9月                         | 45回 | 不知火型   | 間垣 →宮城野                               | 63連勝 | 0.846    | 2019年9月に帰化し、現在は日本国籍 |
| 70代       | はるまふじこうへい 日馬富士公平          | モンゴル            | 2012年11月                      | 2017年11月                        | 9回  | 不知火型   |                                            | 32連勝 | 0.656    | |
| 71代       | かくりゅうりきさぶろう 鶴竜力三郎        | モンゴル            | 2014年5月                       | 2021年3月                         | 6回  | 雲龍型     | 鶴竜 →音羽山                               | 16連勝 | 0.621    | 2020年12月に帰化し、現在は日本国籍 |
| 72代       | きせのさとゆたか 稀勢の里寛              | 茨城県              | 2017年3月                       | 2019年1月                         | 2回  | 雲龍型     | 荒磯 →二所ノ関                             | 18連勝 | 0.612    | 平成最後の横綱、21世紀初の日本出身横綱 |
| 73代       | てるのふじはるお 照ノ富士春雄            | モンゴル            | 2021年9月                       | 2025年1月                         | 10回 | 不知火型   | 照ノ富士 →伊勢ヶ濱                         | 23連勝 | 0.643    | 令和初の横綱、平成生まれ初の横綱。2021年8月に帰化し、現在は日本国籍 |
| 74代       | ほうしょうりゅうともかつ 豊昇龍智勝      | モンゴル            | 2025年3月                       | 現役                              | 2回  | 雲龍型     |                                            | 9連勝  | 0.620    | |
| 75代       | おおのさとだいき 大の里泰輝              | 石川県              | 2025年7月                       | 現役                              | 4回  | 雲龍型     |                                            | 16連勝 | 0.748    | 史上最速となる初土俵から所要13場所での横綱昇進 |